# Zona reservada Lomas de Ancón
La zona reservada Lomas de Ancón abarca las provincias de Huaral, Lima y Canta, perteneciente al departamento de Lima en el Perú. Fue declarada el 6 de octubre de 2010 con el objetivo de conservar la diversidad biológica y los ecosistemas del desierto y lomas.
Fue creado el 6 de octubre de 2010, mediante Resolución Ministerial N.º 189-2010-MINAM.. Tiene una extensión de 10 962,14 hectáreas.
Está ubicada en las provincias de Huaral, Lima y Canta, región Lima.